# Vicente Sanfuentes (músico)
Vicente Sanfuentes (Santiago, 16 de septiembre de 1977) es un músico, productor y DJ chileno.

## Vida
Formó parte de los grupos Hermanos Brothers (con Pedropiedra), Surtek Collective (con Uwe Schmidt) y Los Mono. También trabajó bajo los seudónimos: Original Hamster, DJ Discjockey y Trendsetter and The Followers. Desde 2013, cuenta con su propio sello Sanfuentes Records.

## Discografía

### Sanfuentes
- 2013: Ivy League (Sanfuentes Records SFR001)
- 2013: The Ring Modulator (Sanfuentes Records SFR002)
- 2013: Phantom Power (Sanfuentes Records SFR003)
- 2013: Heatwave (Sanfuentes Records SFR004)
- 2013: Sanfuentes & Roman feat. Jorge González: As You Wish (Elite Records ER128)
- 2014: Bodytalk (Sanfuentes Records SFR005)
- 2015: Cherry (Sanfuentes Records SFR008)
- 2015: Are You Ok? (Sanfuentes Records SFR010)
- 2016: Artslave (Sanfuentes Records SFR012)
- 2017: Visiones (Sanfuentes Records SFR015)

### Original Hamster
- 2002: Nuthin' but a G4 Thang (Tigerbeat6)
- 2006: Original Hamster presents: Trendsetter and the Followers (Tigerbeat6)
- 2006: Original Hamster presents: Celebrity Endorsement (Tigerbeat6)

### Trendsetter and The Followers
- 2004: Call To Action (Musique Risquee)
- 2004: Cannibalization (Musique Risquee)

### Con Hermanos Brothers
- 2002: Hermanos Brothers

### Con Surtek Collective
- 2007: The Birth of Aciton (Third Ear)
- 2012: Vertical / Shakers (BoysNoize Records)
- 2012: Shari / Vari (BoysNoize Records)
- 2012: Moon Patrol (BoysNoize Records)

### Con Los Mono
- 2004: Somos Los que Estamos

### Como Productor
- 2002: Hermanos Brothers (de Hermanos Brothers)
- 2003: Némesis (de Némesis)
- 2003: HipHopHeroes (de Némesis)
- 2004: Somos Los Que Estamos (de Los Mono)
- 2007: The Birth of Aciton (de Surtek Collective)
- 2007: Hungría (de Gepe)
- 2008: Sonido Ácido y Los Funky Frescos (Sonido Ácido)
- 2009: Ay Ay Ay (de Matías Aguayo)
- 2009: Commercial (de Los Amigos Invisibles)
- 2011: Buen soldado (de Francisca Valenzuela)
- 2011: Free (de Dj Afro)
- 2012: Songs & Canciones VOL1 (Maria del Pilar)
- 2014: Tajo abierto (de Francisca Valenzuela)
- 2018: La fortaleza (de Francisca Valenzuela)

## Premios y nominaciones

### Premios Grammy Latinos
| Año  | Categoría                         | Trabajo nominado | Resultado | Ref.  |
| ---- | --------------------------------- | ---------------- | --------- | ----- |
| 2009 | Mejor álbum de música alternativa | Commercial       | Ganador   | [ 3 ] |

### Premios Pulsar
| Año  | Categoría               | Trabajo nominado     | Resultado | Ref.  |
| ---- | ----------------------- | -------------------- | --------- | ----- |
| 2019 | Canción del año         | Ya no se trata de ti | Nominado  | [ 4 ] |
| 2021 | Álbum del año           | La fortaleza         | Ganador   | [ 5 ] |
| 2021 | Canción del año         | Flotando             | Ganador   | [ 6 ] |
| 2021 | Mejor productor musical | Vicente Sanfuentes   | Nominado  | [ 7 ] |